# 프랭크 로이드
프랭크 윌리엄 조지 로이드(영어: Frank William George Lloyd, 1886년 2월 2일 ~ 1960년 8월 10일)는 영국 태생의 미국의 영화 감독, 배우, 각본가, 영화 프로듀서이다. 영화 예술 과학 아카데미 창립자 가운데 한 명이며 1934년부터 1935년까지 아카데미장을 역임하였다.

## 대표적인 영화
- 정염의 미녀 (1929)
- 캐벌케이드 (1933)
- 바운티 호의 반란 (1935)